# 2021年12月4日日食
2021年12月4日日食是一次日全食，發生於协调世界时2021年12月4日（國際日期變更線東側的一小部分為12月3日）。新月當天（即朔日），地球上觀測到月球和太阳的角距離極小，此時月球如果恰好在月球交點附近，穿過太阳和地球之間，與地球、太阳接近一直線，則會出現日食。月球本影接觸地表而使該區域完全得不到陽光，就會形成日全食，同時在本影兩側數千公里的半影範圍內遮擋部分陽光，形成日偏食。此次日全食經過了南極洲埃爾斯沃思地和玛丽·伯德地，日偏食則覆蓋了整個南極洲、南美洲東南角、非洲南部、澳大利亚東南部、新西蘭南部及周邊部分地區。

## 日食概況

### 出現區域
本次日食開始時，月球本影在福克蘭群島以東約450公里處的南大西洋最先接觸地表，當地在日出時最先看到日全食。然後本影向東南移動，覆蓋南奧克尼群島的大部分後進入威德爾海，並逐漸轉向西南移動，在伯克納島海岸東北約110公里處達到最大食分。此後本影覆蓋了伯克納島除東部沿海以外的大部分，並登上南極大陸，經過埃爾斯沃思地南部，逐漸轉向西北，從玛丽·伯德地進入南太平洋以南的南冰洋，在日落時分結束於錫普爾島西北約710公里的洋面。
全食帶覆蓋的南極科學考察站包括智利聯合冰川站，及已停用的美國伯德站和俄羅斯俄羅斯站。
除了狹窄的全食帶內能看見日全食之外，月球半影覆蓋範圍內都能看到日偏食，包括整個南極洲、火地群島東南部及其緊鄰島嶼、福克蘭群島、南乔治亚和南桑威奇群岛、聖赫勒拿、特里斯坦-达库尼亚、南部非洲西南部、凱爾蓋朗群島南部、赫德島和麥克唐納群島、澳大利亚東南部、新西蘭南部。
月球在其軌道上自西向東轉動，發生日食時，月球在地球表面的陰影也大多自西向東移動，而從地球上看，太阳的西側先被月球遮掩，然後逐漸向東。但此次日食發生在南半球的夏季，地軸南端向太阳方向傾斜，月球本影離開地球時位於晨昏圈最南端附近的區域，因而全食帶在南極洲及其附近的一段，以及全食帶南極洲段附近被半影覆蓋、看到日偏食的區域內，月影在地表自東向西移動，地面上看到的太阳東側最先被月球遮掩。此外，全食帶經過的南極洲和附近洋面均沒有確定使用的时区，且南極洲許多區域處於極晝，從地理位置上看，日全食發生於12月4日早晨或12月3日夜晚，有的地區甚至從12月3日子夜前不久開始，在12月4日凌晨結束。而對於日偏食區域，除南極洲靠近國際日期變更線東側的小片區域在12月3日看到日偏食，其餘地區，包括南美洲、非洲、大洋洲的部分都在12月4日看到日偏食。

此次日全食過程中月影在地表移動的動畫

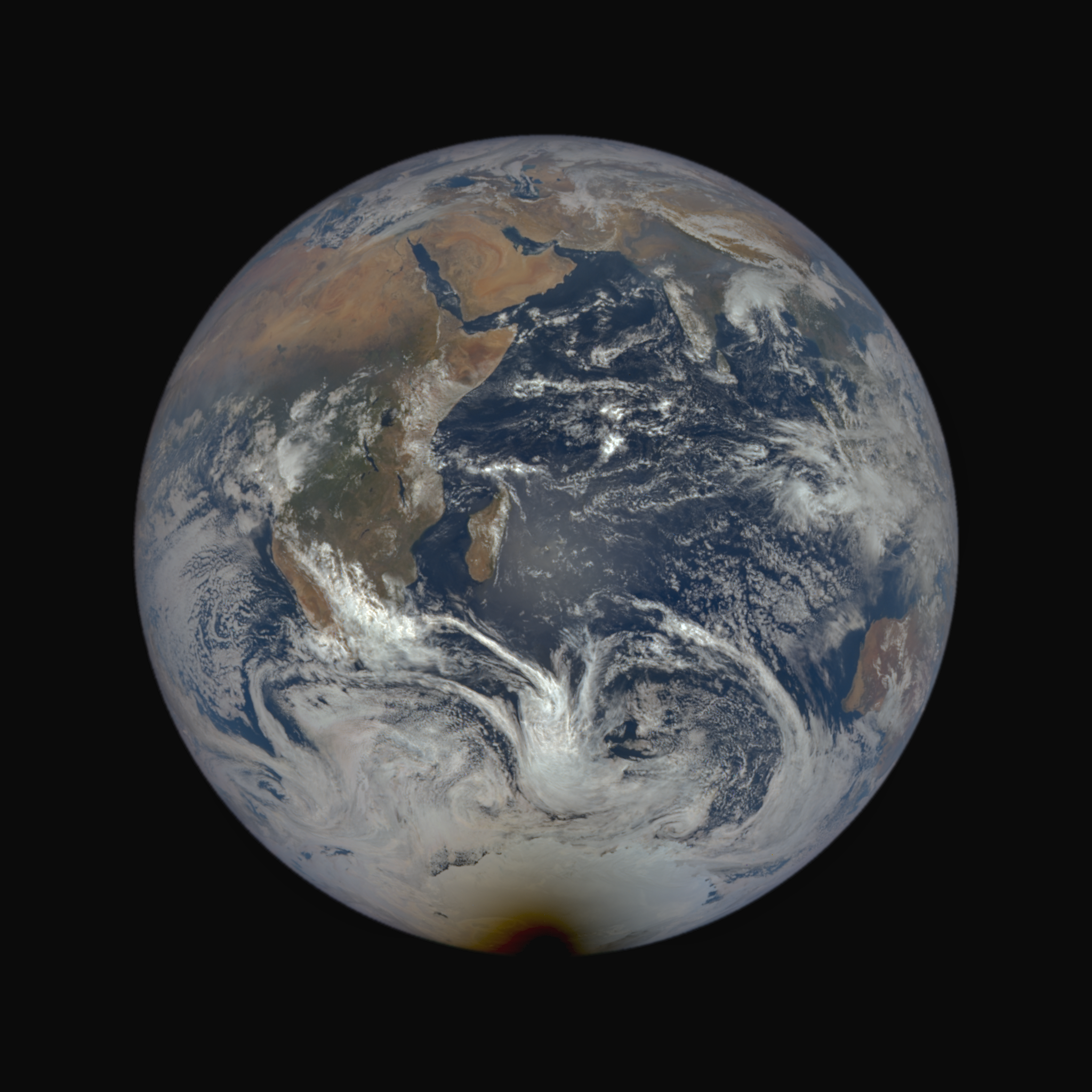
美国国家航空航天局深空氣候天文台衛星拍攝的照片

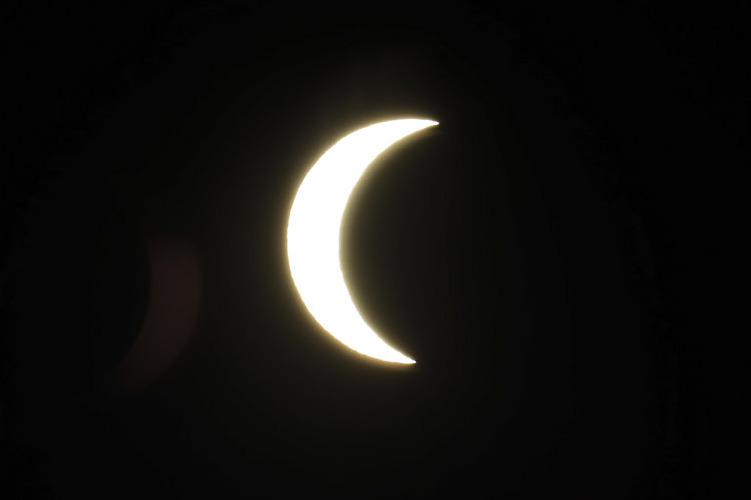
英國皇家海軍保護者號在南佐治亞島外海拍攝的照片

### 基本參數
- 類型：日全食
- 食甚中心處（位於南極洲伯克納島海岸東北約110公里的威德爾海）資料：
  - 時間：2021年12月4日7:33:28.2
  - 地點：76°47.0′S 46°9.7′W / 76.7833°S 46.1617°W
  - 食分：1.0367（全食帶內最大）
  - 本影寬度：418.4公里
  - 日全食持續時間：1分54.4秒
- 全食最長處資料：
  - 時間：2021年12月4日7:33:31
  - 地點：76°48′S 46°13′W / 76.800°S 46.217°W
  - 本影寬度：418.4公里
  - 日全食持續時間：1分54.4秒（全食帶內最長）[6]

## 相關的日食

### 2018-2021年的日食
月球交替位於相對的月球交點時，以半個交點年（食年），即約177天又4小時間隔出現下列日食。
註：2018年2月15日和2018年8月11日的日偏食屬於上一組交點年系列。
| 日食列表  |           |           |           |           |           |           |           |           |           |           |           |
| 1997-2000 | 2000-2003 | 2004-2007 | 2008-2011 | 2011-2014 | 2015-2018 | 2018-2021 | 2022-2025 | 2026-2029 | 2029-2032 | 2033-2036 | 2036-2039 |

| 升交點                   | 升交點                   |                            | 降交點                  | 降交點 |
| 沙羅周期                 | 地圖                     | 沙羅周期                   | 地圖                    |        |
| 117 澳洲墨爾本的日偏食   | 2018年7月13日 偏食（南） | 122 俄羅斯納霍德卡的日偏食 | 2019年1月6日 偏食（北） |        |
| 127 智利拉塞雷納的日全食 | 2019年7月2日 全食        | 132 斯里蘭卡賈夫納的日環食 | 2019年12月26日 環食     |        |
| 137 臺灣嘉義的日環食     | 2020年6月21日 環食       | 142                        | 2020年12月14日 全食     |        |
| 147                      | 2021年6月10日 環食       | 152                        | 2021年12月4日 全食      |        |

### 沙羅周期
沙羅周期長度為18年11天。本次日食屬於沙羅周期152，共包含70次日食，依次為1805年7月26日至1949年10月21日的9次日偏食、1967年11月2日至2490年9月14日的30次日全食、2508年9月26日至2544年10月17日的3次全環食（亦稱混合食）、2562年10月29日至2923年6月5日的22次日環食、2941年6月16日至3049年8月20日的6次日偏食，總共歷時1244.08年。其中最長的全食發生於2328年6月9日，共持續5分16秒。
下表列舉了1901年至2100年間發生的屬於該周期的11次日食，是第7至17次：
| 7             | 8              | 9              |
| ------------- | -------------- | -------------- |
| 1913年9月30日 | 1931年10月11日 | 1949年10月21日 |
| 10            | 11             | 12             |
| 1967年11月2日 | 1985年11月12日 | 2003年11月23日 |
| 13            | 14             | 15             |
| 2021年12月4日 | 2039年12月15日 | 2057年12月26日 |
| 16            | 17             |                |
| 2076年1月6日  | 2094年1月16日  |                |

## 資料來源
1. ↑  樊忠玉. . 中国天文科普网.   [2018-01-24]. （原始内容存档于2014-09-17）.
2. 1 2  Fred Espenak. . NASA Eclipse Web Site.   [2018-01-24]. （原始内容存档于2021-01-12）.（英文）
3. ↑  Fred Espenak. . NASA Eclipse Web Site.   [2018-01-24]. （原始内容存档于2021-01-09）.（英文）
4. ↑  Xavier M. Jubier. .   [2018-01-24]. （原始内容存档于2020-04-21）.（法文）（英文）
5. ↑  Fred Espenak. . NASA Eclipse Web Site.   [2018-01-24]. （原始内容存档于2019-01-18）.（英文）
6. ↑  Fred Espenak. . NASA Eclipse Web Site.   [2018-01-24]. （原始内容存档于2021-01-13）.（英文）
7. ↑  Fred Espenak. . NASA Eclipse Web Site.（英文）

## 外部連結
- NASA日食專頁（页面存档备份，存于）（英文）
- 可見區域圖和時間統計：由弗雷德·埃斯佩纳克做出的日食預報，NASA/GSFC
  - Google互動地圖呈現的日食範圍
  - 貝塞爾元素
- Google地圖顯示的日全食和日偏食範圍（页面存档备份，存于）（法文）（英文）

| \| \| 日食 \|                             |                              |                                           |
| 上一次日食： 2021年6月10日日食 （日環食） | 2021年12月4日日食 （日全食） | 下一次日食： 2022年4月30日日食 （日偏食） |
| 上一次日全食： 2020年12月14日日食         | 2021年12月4日日食 （日全食） | 下一次日全食： 2024年4月8日日食           |
|                                           | 日食                         |                                           |